# 福居站

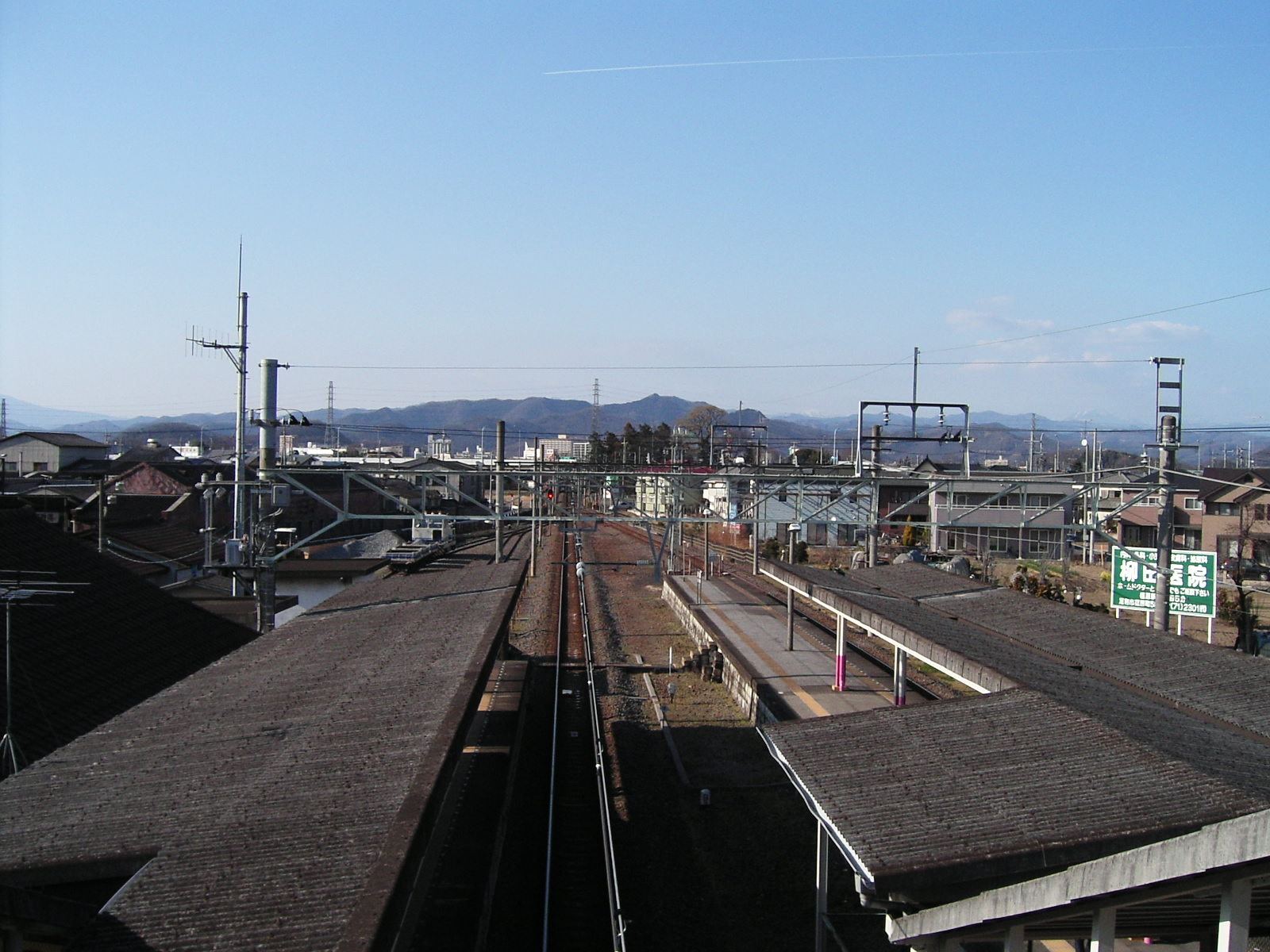
天橋所見之車站全景（2007年3月）

福居站（日语：／ Fukui eki */?）是一個位於栃木縣足利市福居町，屬於東武鐵道伊勢崎線的鐵路車站。車站編號是TI 13。

## 歷史
- 1907年（明治40年）8月27日 - 開業。
- 2007年（平成19年）1月21日 - 開始泊車轉乘服務。
- 2012年（平成24年）3月17日 - 導入車站編號。
- 2015年（平成27年）9月中旬 - 站房改建工程。
- 2016年（平成28年）3月31日- 新站房啟用。

## 車站結構
側式月台2面2線的地面車站。站房位於伊勢崎方向月台側，有天橋連通淺草方向月台。過去淺草方向月台是有待避線的島式月台，1970年代設置天橋時改建為現有月台。廁所設於伊勢崎方向月台。

### 月台配置
| 月台 | 路線     | 方向 | 目的地                                                  |
| ---- | -------- | ---- | ------------------------------------------------------- |
| 1    | 伊勢崎線 | 下行 | 足利市、太田方向                                        |
| 2    | 伊勢崎線 | 上行 | 館林、久喜、 東武晴空塔線 北千住、 東京晴空塔、淺草方向 |

## 使用情況
2018年度一日平均上下車人次為778人。近年一日平均上下車人次的推移如下表｡
| 上下車人次推移     | 上下車人次推移     |
| 年度               | 一日平均上下車人次 |
| ------------------ | ------------------ |
| 2000年（平成12年） | 684                |
| 2001年（平成13年） | 702                |
| 2002年（平成14年） | 641                |
| 2003年（平成15年） | 646                |
| 2004年（平成16年） | 646                |
| 2005年（平成17年） | 623                |
| 2006年（平成18年） | 617                |
| 2007年（平成19年） | 665                |
| 2008年（平成20年） | 714                |
| 2009年（平成21年） | 693                |
| 2010年（平成22年） | 688                |
| 2011年（平成23年） | 685                |
| 2012年（平成24年） | 711                |
| 2013年（平成25年） | 722                |
| 2014年（平成26年） | 746                |
| 2015年（平成27年） | 771                |
| 2016年（平成28年） | 772                |
| 2017年（平成29年） | 758                |
| 2018年（平成30年） | 778                |

## 路線巴士
- あしバスアッシー（足利市生活路線巴士（日语：足利市生活路線バス））（2011年7月1日起）
  - ■御廚線
    - 61系統（左回）：足利赤十字醫院（日语：足利赤十字病院） - JR足利站 - 東武足利市站 - APiTA - YORK TOWN - 福居站入口 - 筑波小前 - 南幸樂荘 - 福居站入口 - YORK TOWN - APiTA - 東武足利市站 - JR足利站 - 足利赤十字醫院
    - 62系統（右回）：足利赤十字醫院 - JR足利站 - 東武足利市站 - APiTA - YORK TOWN - 福居站入口 - 南幸樂荘 - 筑波小前 - 福居站入口 - YORK TOWN - APiTA - 東武足利市站 - JR足利站 - 足利赤十字醫院

## 車站周邊
- 國道50號
- 舊明治紡績工場紅磚建築（國家登錄有形文化財）
- 足利市立協和中學校
- 足利市立御廚小學校
- 足利市御廚公民館
- 足利市河南消防署（日语：足利市消防本部）
- 雇用促進住宅（日语：雇用促進住宅）福居宿舍
- 母衣輪神社
- 福居郵便局
- 足利小山信用金庫（日语：足利小山信用金庫）福居支店
- 舊例幣使街道八木宿（日语：八木宿） - 八木節（日语：八木節）發源地。

## 圖片

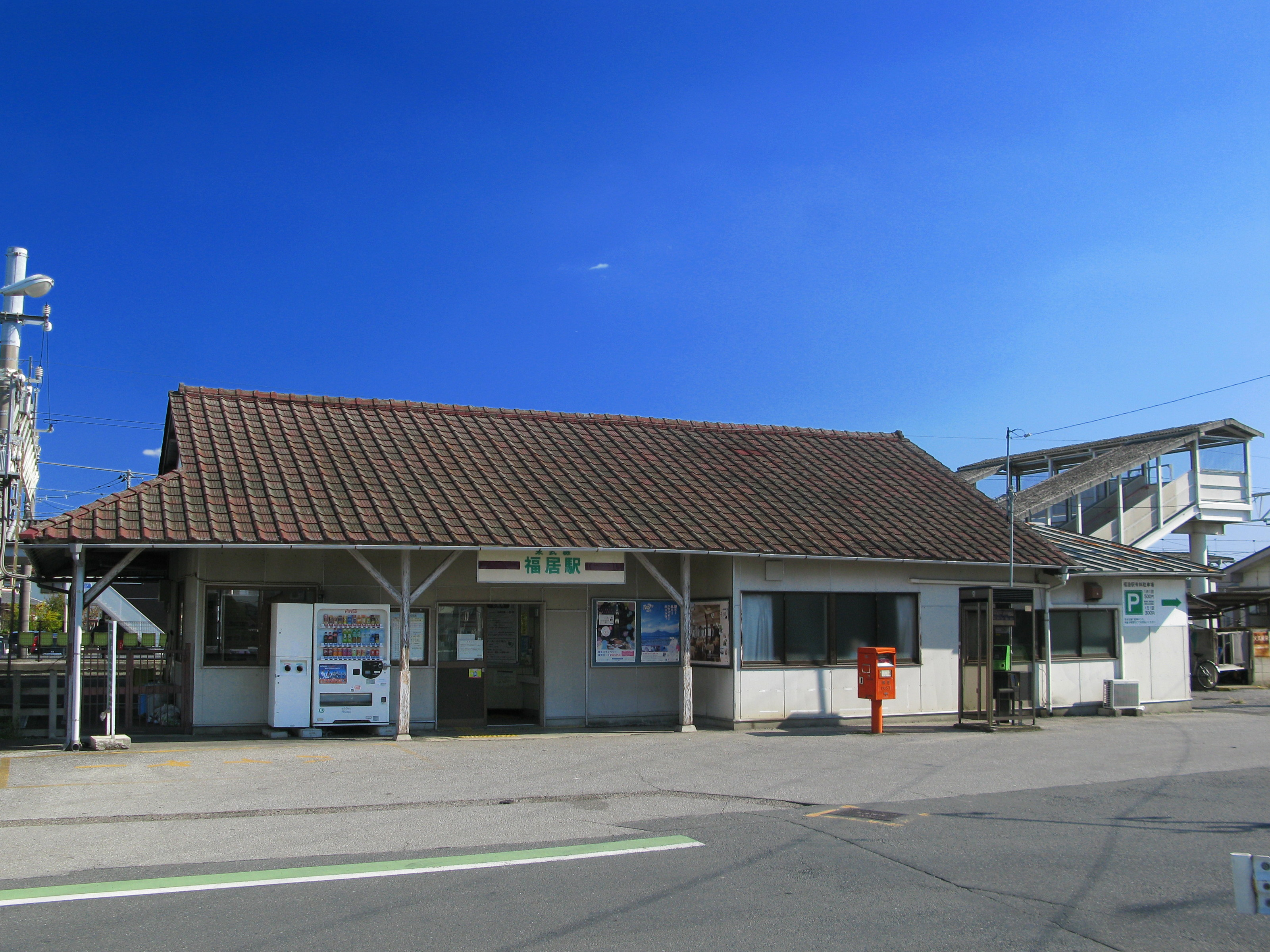
舊站房（2012年11月）
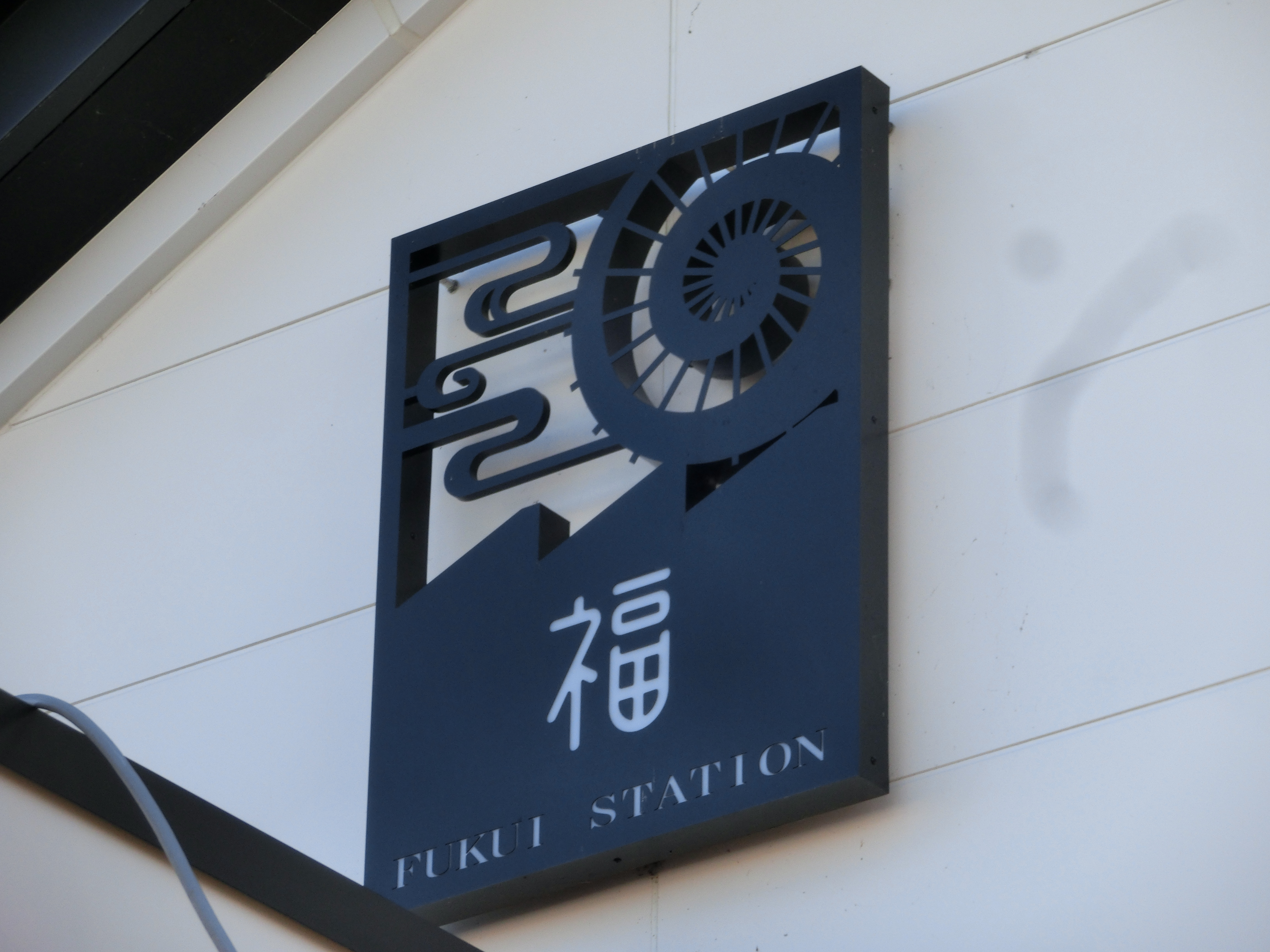
新站房的車站標誌
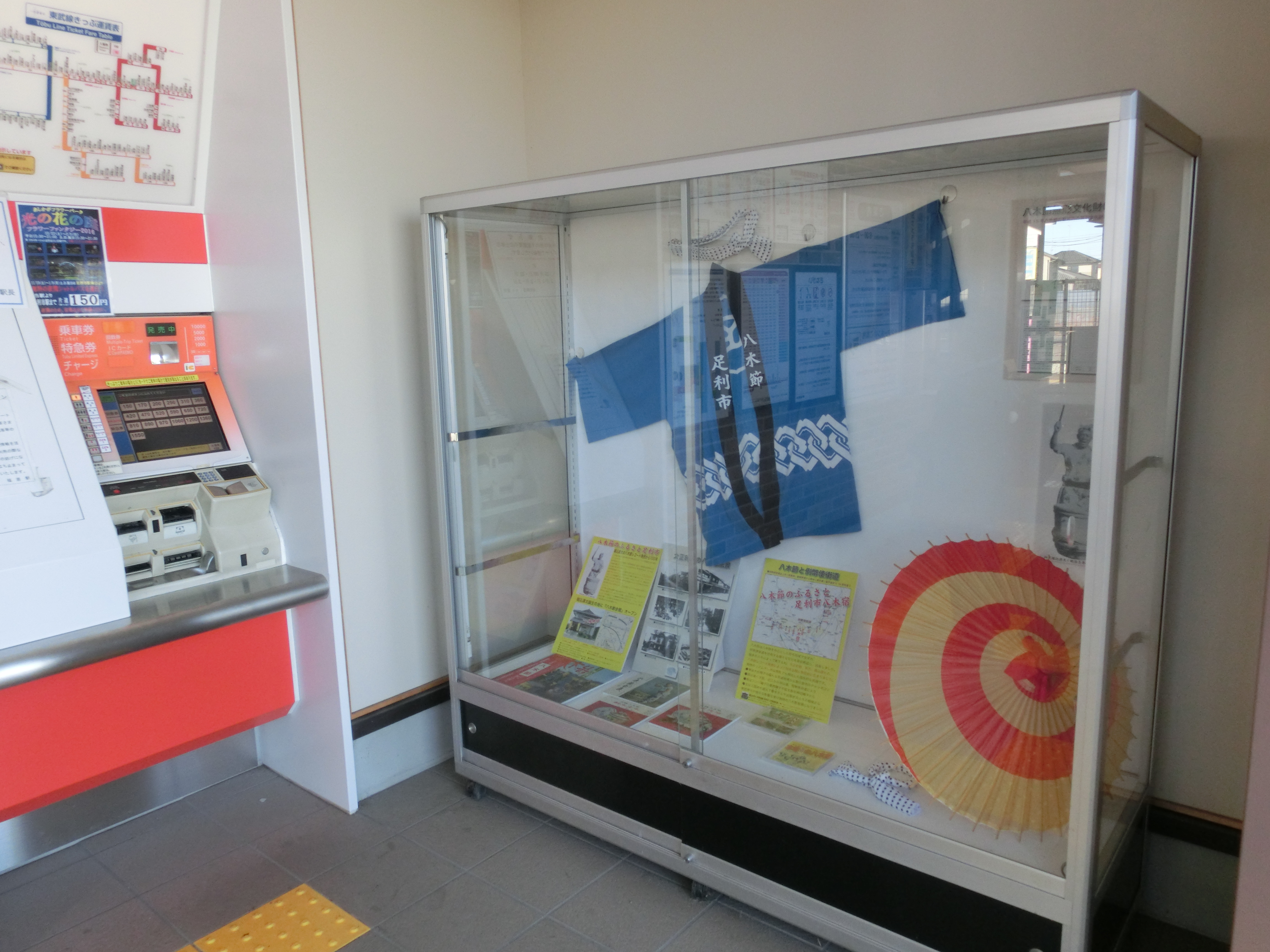
福居站內的八木節介紹區

## 相鄰車站
東武鐵道
 伊勢崎線
■區間急行、■區間準急（平日只有1班上行列車）、■普通
縣（TI 12）－福居（TI 13）－東武和泉（TI 14）

## 外部連結
- 福居（車站資訊） - 東武鐵道